# رابرت دی کاپلان
رابرت دیوید کاپلان (به انگلیسی: Robert D, Kaplan) (زاده ۲۳ ژوئن ۱۹۵۲) نویسنده‌ای آمریکایی است. کتاب‌های او دربارهٔ سیاست، با اولویت امور خارجی و سفر است. آثار او در طول سه دهه در آتلانتیک، واشینگتن پست، نیویورک تایمز، نیو ریپابلیک، نشنال اینترست، فارین افرز و وال استریت ژورنال و نیز سایر نشریات منتشر شده است.
یکی از تأثیرگذارترین مقالات کاپلان «آنارشی آینده» است که در سال ۱۹۹۴ در ماهنامه آتلانتیک منتشر شد. منتقدان مقاله از این رو که کاپلان درگیری‌های جهان معاصر به عنوان مبارزه بین بدوی‌گرایی‌ها و مدنیت نشان می‌دهد آن را با نظریه برخورد تمدن‌ها ساموئل پی مقایسه کردند. یکی دیگر از موضوعات رایج در آثار کاپلان، ظهور مجدد تنش‌های فرهنگی و تاریخی است که به‌طور موقت در طول جنگ سرد به حالت تعلیق درآمده بودند.
کاپلان از سال ۲۰۰۸ تا ۲۰۱۲ عضو ارشد مرکز امنیت نوین آمریکایی در واشینگتن دی سی بود. او در سال ۲۰۱۵ دوباره به این سازمان پیوست بین سال‌های ۲۰۱۲ تا ۲۰۱۴، او تحلیلگر ارشد ژئوپلیتیک در استراتفور، یک شرکت خصوصی در زمینه پیش‌بینی جهانی بود. در سال ۲۰۰۹، رابرت گیتس، وزیر دفاع، کاپلان را به عضویت هیئت سیاست دفاعی، کمیته مشورتی فدرال در وزارت دفاع ایالات متحده منصوب کرد. در سال‌های ۲۰۱۱ و ۲۰۱۲، مجله فارین پالیسی، کاپلان را به عنوان یکی از ۱۰۰ متفکر برتر جهان معرفی کرد. در سال ۲۰۱۷، کاپلان به عنوان مشاور ارشد به گروه اوراسیا، یک مشاور ریسک سیاسی پیوست. در سال ۲۰۲۰، او به عنوان رئیس رابرت استراوس هوپه در ژئوپلیتیک در مؤسسه تحقیقات سیاست خارجی انتخاب شد.

## اوایل زندگی و شغل
کاپلان در فار راکاوی در خانواده‌ای یهودی، فرزند فیلیپ الکساندر کاپلان و فیلیس کواشا به دنیا آمد و بزرگ شد. پدر کاپلان، راننده کامیون برای نیویورک دیلی نیوز بود، و از کودکی علاقه به تاریخ را در او القا کرد. او با بورسیه شنا در دانشگاه کانکتیکات پذیرفته شد و در کلاس‌های خبرنویسی با ایوان هیل شرکت کرد، و در سال ۱۹۷۳ مدرک لیسانس زبان انگلیسی گرفت. او یک برادر بزرگتر به نام استیون کاپلان دارد.
پس از فارغ‌التحصیلی، کاپلان تلاش‌های ناموفقی برای استخدام در چندین اتاق خبر در شهرهای بزرگ داشت. او برای مدتی، خبرنگار راتلند هرالد در ورمونت بود تا زمانی که با خرید بلیط یک‌طرفه به تونس سفر کرد. سپس در طی چند سال بعد، او در اسرائیل زندگی کرد و به ارتش اسرائیل پیوست، به اروپای شرقی و خاورمیانه سفر کرد و گزارش تهیه کرد، مدتی در پرتغال زندگی کرد و سرانجام در آتن، یونان اقامت گزید و در آنجا با همسرش آشنا شد. او اکنون با همسرش در ماساچوست زندگی می‌کند.
کاپلان با روزنامه‌نگار لارنس کاپلان، که گهگاه با او اشتباه گرفته می‌شود، ارتباطی ندارد. او همچنین گاهی با رابرت کاگان محقق نومحافظه کار اشتباه گرفته می‌شود.
کاپلان علاوه بر روزنامه‌نگاری، مشاور نیروهای ویژه ارتش ایالات متحده، تفنگداران دریایی ایالات متحده و نیروی هوایی ایالات متحده نیز بوده است. او در کالج‌های جنگ نظامی، FBI، آژانس امنیت ملی، رئیس ستاد مشترک پنتاگون، دانشگاه‌های بزرگ، سیا و انجمن‌های تجاری سخنرانی کرده است و در PBS، NPR، C-SPAN، و فاکس نیوز ظاهر شده است. او عضو ارشد مؤسسه تحقیقات سیاست خارجی است. او در سال ۲۰۰۱ به پرزیدنت بوش اطلاع داد. او در سال ۲۰۰۱ جایزه Greenway-Winship را برای تعالی در گزارش بین‌المللی دریافت کرد. در سال ۲۰۰۲، جایزه خدمات عمومی ممتاز وزارت امور خارجه ایالات متحده به او اعطا شد. کاپلان دریافت کننده جایزه بین‌المللی سال ۲۰۱۶ از سوی Sociedad Geografica Espanola در مادرید است که توسط ملکه سوفیا اسپانیا ارائه شده است.
در سال‌های ۲۰۰۶–۲۰۰۸، کاپلان استاد مدعو در آکادمی نیروی دریایی ایالات متحده در آناپولیس بود، جایی که دوره‌ای به نام «چالش‌های امنیت جهانی آینده» را تدریس کرد. از سال ۲۰۲۳ او رئیس روبرت استراوس هوپه در ژئوپلیتیک در FPRI است.

## شغل خبرنگار خارجی
کاپلان برای پوشش خبری جنگ ایران و عراق در سال ۱۹۸۴ به عراق سفر کرد. او ابتدا به عنوان یک خبرنگار خارجی مستقل در زمینه گزارش اروپای شرقی و خاورمیانه مشغول به کار شد، اما به آرامی پوشش خود را به همه مناطقی که در مطبوعات محبوب نادیده گرفته شده بودند گسترش داد. اولین کتاب او، تسلیم یا گرسنگی: جنگ‌های پشت قحطی (۱۹۸۸)، مدعی شد که قحطی در اتیوپی در دهه ۱۹۸۰ پیچیده‌تر از خشکسالی بود و در عوض، گروه‌سازی انجام شده توسط رژیم منگیستو را مقصر دانست.
کاپلان سپس به افغانستان رفت تا در مورد جنگ چریکی علیه اتحاد جماهیر شوروی برای ریدرز دایجست بنویسد. دو سال پس از نوشتن تسلیم یا گرسنگی، او سربازان خدا: با مجاهدین در افغانستان (۱۹۹۰) را نوشت و منتشر کرد که در آن تجربیات خود را در طول جنگ شوروی و افغانستان بازگو کرد.

## ارواح بالکان و عرب‌گرایان
کتاب سوم کاپلان، ارواح بالکان، قبل از انتشار در سال ۱۹۹۳ توسط چندین ویراستار رد شد. در ابتدا فروش خوبی نداشت. پس از آغاز جنگ‌های یوگسلاوی، رئیس‌جمهور بیل کلینتون با کتاب کاپلان در زیر بغلش دیده شد و دستیاران و دستیاران کاخ سفید گفتند که این کتاب کلینتون را متقاعد کرد که در بوسنی مداخله نکند. کتاب کاپلان ادعا می‌کند که درگیری‌ها در بالکان بر اساس نفرت‌های باستانی خارج از کنترل خارجی است. کاپلان از دولت به دلیل استفاده از این کتاب برای توجیه عدم مداخله انتقاد کرد، اما محبوبیت او مدت کوتاهی پس از آن، همراه با تقاضا برای گزارش او به شدت افزایش یافت. در همان سال او عرب گرایان را نیز منتشر کرد.
در سال‌های ۱۹۹۴ و ۱۹۹۵ از غرب آفریقا به ترکیه، آسیای مرکزی به ایران و هند به آسیای جنوب شرقی سفر کرد و سفرنامه‌ای دربارهٔ سفر خود در انتهای زمین منتشر کرد. سپس به سراسر کشور خود و آمریکای شمالی سفر کرد و «یک امپراطوری وحشی» را نوشت که در سال ۱۹۹۸ منتشر شد.

## آنارشی آینده
مقاله او " آنارشی آینده " که در فوریه ۱۹۹۴ در آتلانتیک منتشر شد، دربارهٔ این بود که چگونه افزایش جمعیت، شهرنشینی و کاهش منابع، دولت‌های شکننده را در سراسر جهان در حال توسعه تضعیف می‌کند و تهدیدی برای جهان توسعه یافته است. این مقاله به بحث داغ اشاره داشت و به‌طور گسترده‌ای ترجمه شد. در سال ۲۰۰۰، کاپلان این مقاله و مقالات دیگر را در کتابی با همین عنوان منتشر کرد که شامل مقاله جنجالی "آیا دموکراسی فقط یک لحظه بود؟" سفرهای او از طریق بالکان، ترکیه، قفقاز و خاورمیانه در آغاز هزاره در «شرق تا تارتاری» ثبت شد.
ریچارد برنشتاین منتقد چنین نوشت نیویورک تایمز که کاپلان «حسی تراژیک تاریخ‌مدارانه‌ای از گرایش نوع بشر به نوعی شلخته، چسبنده، اتوپیایی و در نهایت خطرناک از خوش‌بینی را به خواننده منتقل می‌کند.»

## بعد از ۱۱ سپتامبر
توجهات به تحلیل‌های غیرمتعارف کاپلان پس از حملات ۱۱ سپتامبر ۲۰۰۱ در نیویورک و واشینگتن دی سی بالا گرفت. کاپلان در کتاب خود «سیاست جنگجو: چرا رهبری خواستار روحیه بت‌پرستانه است» که اندکی پس از ۱۱ سپتامبر منتشر شد، استدلال می‌کند که رهبران سیاسی و تجاری باید تصمیم‌گیری بر اساس اخلاقیات مسیحی/یهودی را به نفع تصمیم‌گیری به شیوهٔ بی‌ایمانان که بر نتیجه بیش از منظور توجه دارد کنار بگذارند. او همچنین کتابی به نام زمستان مدیترانه منتشر کرد که فقط یک سفرنامه بود.

### حمایت از جنگ عراق
کاپلان، همراه با فرید زکریا از نیوزویک، توسط کارشناس آمریکایی گلن گرینوالد به عنوان یکی از بسیاری از روزنامه‌نگاران برجسته‌ای که از جمله به عراق حمایت کردند توصیف شده است.
کاپلان در یک جلسه محرمانه که توسط معاون وقت وزیر دفاع، پل دی. ولفوویتز تشکیل شده بود، شرکت کرد و در آن او به تهیه یک سند داخلی دولت مبنی بر حمایت از حمله به عراق کمک کرد. او بعداً به این نتیجه رسید که جنگ یک اشتباه بوده است و از حمایت از آن ابراز پشیمانی عمیق کرد.
کاپلان در کتاب خود با نام «ذهن تراژیک: ترس، سرنوشت و بار قدرت» در سال ۲۰۲۳ می‌نویسد که به دلیل از دست دادن جان آمریکایی‌ها و عراقی‌ها از افسردگی بالینی رنج می‌برد و معتقد بود حمایتش از جنگ عراق به‌طور غیرمستقیم باعث آن شده است. او اظهار داشته است که در مواجهه با تأثیرات کتاب اشباع بالکان که به عقیده او باعث شد دولت کلینتون از نسل‌کشی در جنوب شرقی اروپا غفلت کند، مشکلات مشابه‌ای دارد.

### انتقاد از دونالد ترامپ
اگرچه کاپلان با بسیاری از رای‌دهندگان یقه آبی که دونالد ترامپ رئیس‌جمهور ایالات متحده را در انتخابات ۲۰۱۶ انتخاب کردند ابراز همدردی می‌کند، اما در کتاب Earning the Rockies از ترامپ در سیاست خارجی و امنیت ملی انتقاد می‌کند. کاپلان استدلال کرده است که سیاست دفاعی و خارجی ترامپ به شدت بر هزینه‌های نظامی متکی است و آن را «سزاریسم آمریکایی» می‌نامد. او تشابهاتی بین تمرکز ترامپ بر تصویر نظامی و کاهش گسترده تلاش‌های سیاست خارجی غیرنظامی «نرم» با افول تدریجی امپراتوری روم در نتیجه زیاده‌روی مشابه ترسیم کرده است. کاپلان برنامه‌های هزینه‌های ترامپ برای امنیت ملی و سیاست خارجی را اولین مرحله از یک «نزول غم‌انگیز» برای ایالات متحده می‌داند. در مورد سیاست خارجی به‌طور گسترده‌تر، کاپلان ترامپ را «پیام‌آور وحشتناکی برای واقع‌گرایی» خواند که «به نظر می‌رسد هیچ حسی از تاریخ ندارد».

### انتقاد از نومحافظه‌کاران
در کتاب «ذهن تراژیک: ترس، سرنوشت و بار قدرت»، کاپلان ناامیدی خود را از سیاست خارجی نومحافظه‌کار، به‌ویژه ایده ارتقای دموکراسی از طریق نیروی نظامی ابراز می‌کند. او استدلال می‌کند که این سیاست مبتنی بر خوش‌بینی ناآگاهانه‌ای است که ماهیت تراژیک واقعیت را نادیده می‌گیرد. کاپلان سیاست نومحافظه‌کارانه را با پارادایم رئالیسم با انگیزه کمتر ایدئولوژیک در تضاد قرار می‌دهد. او استدلال می‌کند که سیاست‌مداران می‌توانند از درک انسان‌گرایانه از تراژدی‌های شکسپیری و یونانی بهره‌مند شوند تا از نئومحافظه‌کاری و سیاست خارجی ایدئولوژیک در برابر ایجاد تلفات قابل توجه جانی یا منابع جلوگیری کنند.

### غرغرهای امپراطوری
کتاب کاپلان غرغرهای امپراطوری: نظامیان آمریکایی روی زمین در سال ۲۰۰۵ منتشر شد. در آن، او از نیروهای ویژه ایالات متحده در زمین در سراسر جهان در کلمبیا، مغولستان، فیلیپین، افغانستان و عراق می‌گوید. کاپلان پیش‌بینی می‌کند که عصر جنگ‌های پیاده‌نظام جمعی احتمالاً به پایان رسیده است و می‌نویسد که درگیری در عراق، ارتش ایالات متحده را بین «دایناسور» بودن و «نیروی سبک و کشنده آینده» گرفتار کرد. او گزارش می‌دهد که بسیاری از سربازان بخش‌های خاصی از جهان را که در آن در حال فعالیت هستند به عنوان «کشور اینجون» (نامی تحقیرآمیز برای بومیان آمریکا) می‌بینند، که باید با همان روش‌هایی که برای تسخیر مرزهای آمریکایی در دهه ۱۸۰۰ استفاده می‌شد، متمدن شوند.
او همچنین احیای فضیلت نظامی کنفدراسیون در نیروهای مسلح ایالات متحده را تحلیل می‌کند. کاپلان با سربازان آمریکایی در عراق همراه شده بود و گزارشی با عنوان "پنج روز در فلوجه " در مورد کمپین بهار ۲۰۰۴ برای آتلانتیک نوشت. در ژوئن ۲۰۰۵، او مقاله روی جلد آتلانتیک را با عنوان «چگونه با چین می‌جنگیدیم» نوشت که حاکی از اجتناب ناپذیر بودن یک وضعیت جنگ سرد بین ایالات متحده و چین است. در اکتبر ۲۰۰۶، او "وقتی کره‌شمالی سقوط می‌کند" را برای همان مجله نوشت. در آن، او دورنمای فروپاشی کره شمالی و تأثیر آن بر موازنه قدرت در آسیا به نفع چین را بررسی می‌کند.

### خلبانان خوک
کتاب کاپلان Hog Pilots, Blue Water Grunts: The American Military in the Air, at Sea, and on the Earth که در سال ۲۰۰۷ توسط رندوم هاوس منتشر شد، نشان دهنده علاقه مستمر او به نیروهای مسلح ایالات متحده است.

### باران موسمی (مونسون)
مونسون: اقیانوس هند و آینده قدرت آمریکا (۲۰۱۰) دربارهٔ منطقه اقیانوس هند و آینده منابع انرژی و مسیرهای تجارت دریایی در قرن بیست و یکم است. کاپلان می‌نویسد که اقیانوس هند برای مدت طولانی مرکز قدرت بوده است و تغییر به اقیانوس اطلس را می‌توان به عنوان یک ناهنجاری در نظر گرفت که در سال‌های آینده درست خواهد شد. او نتیجه می‌گیرد که برای اینکه ایالات متحده قدرت خود را حفظ کند، باید اهداف خود را با اهداف مردم کشورهای در حال توسعه پیوند دهد.

### انتقام جغرافیا
انتقام جغرافیا: آنچه نقشه دربارهٔ درگیری‌های آتی و نبرد علیه سرنوشت به ما می‌گوید (۲۰۱۲) این کتاب توضیح می‌دهد که چگونه روابط اجتماعی یک کشور (شامل دولت و سایر نهادها) و فرهنگ محصول ویژگی‌های جغرافیایی است که در آن توسعه می‌یابند. به عنوان مثال، رابطه جامعه با اقیانوس یا رودخانه و سایر پدیده‌های جغرافیایی مانند آب و هوا. علاوه بر این، او مرزهای جغرافیایی مانند اقیانوس‌ها و کوه‌ها که به‌عنوان محدودیت‌های تثبیت‌شده یا «طبیعی» بین ملت‌ها که به برقراری صلح کمک می‌کنند را می‌پذیرد. اشاره به یکی از دلایلی که خاورمیانه منطقه درگیری است. او استفاده از اصطلاحات ژئوپلیتیکی ریملند و هارتلند قرن نوزدهم را برای توضیح اهمیت استپ‌های یوروآسیایی (روسیه امروزی) بررسی می‌کند. بقیه کتاب هر منطقه از جهان را برجسته می‌کند و روابط آن را بین دولت‌ها و جغرافیایی که منطقه را تشکیل می‌دهد بررسی می‌کند. به عنوان مثال روسیه و رابطه آن با آسیای مرکزی و بقیه اروپا.
این کتاب همچنین بر چگونگی تأثیر تغییرات جمعیتی در کشورها بر آنها در آینده نیز تمرکز دارد. ذکر این نکته ضروری است که او هیچ نظری در مورد آفریقا یا اقیانوسیه نمی‌دهد.
بحث اصلی کتاب بر آن است که جغرافیا را به عنوان یکی از عوامل اصلی ساختن یک ملت ثابت کند، هرچند محدود به آن هم نباشد.

### پاتیل آسیا
دیگ آسیایی (۲۰۱۴) تاریخ فرهنگی و سیاسی مدرن (از دوران استعمار تا امروز) کشورهای مختلف آسیای جنوب شرقی (مانند سنگاپور، ویتنام و فیلیپین) و اهمیت ژئوپلیتیکی منطقه برای چین و همچنین نگرانی‌های ناشی از ادعاهای دریایی چین در منطقه را توصیف می‌کند.

### در سایه اروپا
در سایه اروپا (۲۰۱۶) یکی از شخصی‌ترین بررسی‌های کاپلان در مورد تأثیر جغرافیا و تمدن بر سیاست و تاریخ است. کاپلان با اطلاع از سفرهای خود به بالکان از دهه ۱۹۷۰، واقعیت سیاسی و اجتماعی معاصر رومانی را به هویت و تاریخ پیچیدهٔ آن مرتبط می‌کند. در حالی که این کتاب بازتاب بسیاری از سفرنامه‌های تاریخی قبلی کاپلان است، اما با بررسی رومانی به عنوان جهان کوچکی از بحران‌های ژئوپلیتیک آینده اروپا، نگاه به چالش‌هایی دارد که اروپا با آن روبه‌رو خواهد بود.

### بازگشت دنیای مارکوپولو
بازگشت دنیای مارکوپولو: جنگ، استراتژی و منافع آمریکایی در قرن بیست و یکم (۲۰۱۸) مجموعه‌ای از مقالات کاپلان پس از سال ۲۰۰۰ دربارهٔ سیستم در حال تکامل در اوراسیا است. مقاله اصلی این کتاب که به سفارش دفتر ارزیابی شبکه پنتاگون تهیه شده است، تشابهاتی را بین ظهور معاصر اوراسیا به عنوان یک «فضای نبرد» واحد با ژئوپلیتیک قرن سیزدهم آن ترسیم می‌کند، زمانی که چین آخرین پل زمینی را به اروپا ساخت. مقالات دیگر این کتاب که در طیف وسیعی از منابع تحلیلی و روزنامه‌نگاری منتشر شده‌اند، به موضوعاتی مانند فناوری، جهانی شدن و کاربرد نادرست قدرت نظامی می‌پردازند و به همراه هم پرتره‌ای از نفوذ آمریکا و انسجام اروپای در زوال در مواجهه با نظم جدیدی که به سرعت در اوراسیا در حال ظهور است ترسیم می‌کنند.

## تأثیرپذیری‌ها
کاپلان از تحسین‌کنندگان کار جان میرشایمر، دانشمند سیاسی واقع‌گرای مستقر در دانشگاه شیکاگو است که کتاب‌های کاپلان گهگاه به او اشاره می‌کنند. پیش‌بینی‌های کاپلان در «آنارشی آینده» تا حدی با پیش‌بینی‌های میرشایمر برای آینده اروپای پس از جنگ سرد هماهنگ است. موضع کاپلان در مورد کار میرشایمر در مقاله ای در آتلانتیک با عنوان "چرا جان جی. میرشایمر درست می‌گوید (در مورد برخی چیزها)" پرداخته شده است. این مقاله عمدتاً در پاسخ به مواضع میرشایمر در کتاب جنجالی او در سال ۲۰۰۷ به نام لابی اسرائیل و سیاست خارجی ایالات متحده نوشته شد که با استقبال منفی مواجه شد و توسط چندین منتقد به عنوان یک مباحثه ضد اسرائیلی توصیف شد. در همین مقاله، کاپلان از تئوری رئالیسم تهاجمی میرشایمر در برابر ادعاهایی که آن‌ها را سیاست خارجی جنگ طلبانه یا نومحافظه‌کارانه می‌خواند دفاع می‌کند.
علاوه بر این، کاپلان از رئالیسم کلاسیک هانس مورگنتائو استفاده می‌کند. او همچنین به‌طور مکرر به جغرافیدان هالفورد مکیندر و نظریه زمانی تأثیرگذار هارتلند او همراه با نظریات نیکلاس اسپایکمن و آلفرد تایر ماهان اشاره می‌کند.

## انتقادات و جنجال‌ها
استدلال‌های کاپلان به دلایل مختلف مورد انتقاد قرار گرفته است. برخی از مقالات جنجالی‌تر او، مانند «ویرانه‌های امپراتوری در خاورمیانه» و «در دفاع از امپراتوری» به دلیل اشاره به امپراتوری‌ها، و تلویحاً امپریالیسم، به‌عنوان نیرویی موفق، تثبیت‌کننده و کاملاً مثبت برای بشریت مورد انتقاد قرار گرفته‌اند.
نیک مگوران، جغرافی‌دان سیاسی، استدلال می‌کند که «مقاله کاپلان [انتقام جغرافیا] برای جغرافی‌دانان، خوانش ناامیدکننده‌ای است». این مقاله، از نظر مگوران، نظریه‌های دانشمندان ژئوپلیتیک کلاسیک مانند هالفورد مکیندر را از بستر اجتماعی-تاریخی آنها خارج می‌کند. او نوشته کاپلان را کمک به «بازگشت نامطلوب» به آنچه که مگوران در ژئوپلیتیک سنتی به‌عنوان گفتمان‌های میلیتاریستی - امپریالیستی درک می‌کند، می‌داند. این مطالعه و رویکرد، به دلیل تداعی‌های تاریخی‌اش، از نظر جغرافی‌دانان دانشگاهی، حوزه‌ای بی‌اعتبار تلقی می‌شود، اما مگوران به تأثیر آن بر کاپلان و سیاست خارجی دولت‌ها اعتراض دارد.

### جبر زیست‌محیطی
جغرافیدان آکادمیک هارم دی بلیج، کتاب انتقام جغرافیای کاپلان را به دلیل گرایش به آنچه دی بلیج به عنوان جبر زیست‌محیطی تعبیر می‌کند مورد انتقاد قرار داد. او همچنین استدلال کرد که این کتاب نمی‌تواند متفکران مرتبط با مکاتب جغرافیایی پست مدرن، مانند ژئوپلیتیک انتقادی را به رسمیت بشناسد. در نهایت، او این کتاب را یکی از چندین کتاب «گمراه‌کننده» دربارهٔ جغرافیا نوشته شده توسط جغرافی‌دانان غیررسمی که آموزش ندیده‌اند می‌نامد که این رشته را برای کسانی که با آن آشنایی ندارند به اشتباه معرفی می‌کنند (از دیگر نمونه‌های نام‌های بلیج می‌توان به «دنیا مسطح است» توماس فریدمن و «تفنگ‌ها، میکروب‌ها و فولاد» جرد دایموند اشاره کرد)

### شرق‌گرایی و بالکانیسم
داگ تواستاد، مدرس ارشد خاورمیانه و آفریقا در دانشگاه اسلو، ادعا می‌کند که کاپلان، «مانند هانتینگتون (نویسنده کتاب برخورد تمدن‌ها)، احساسات نو شرق‌شناسی را تداوم می‌بخشد، یعنی تأکید می‌کند: «ویژگی‌هایی که به‌طور فطری در دین اسلام گنجانده شده است، از جمله این شرط که اسلام دین شمشیر است و دینی است که فضایل نظامی را تجلیل می‌کند».
ایستوان دیک، استاد بازنشسته تاریخ دانشگاه کلمبیا، ارواح بالکان را «جست و خیزی اغلب شادمانانه در سیاست‌های گذشته و حال یک منطقه» می‌خواند و می‌گوید که کاپلان «می‌خواهد ما را متقاعد کند، و او مطمئناً با ذوق و شوق این کار را انجام می‌دهد که مردمان این پنج کشور از خود بیگانه شده، واقعاً یک کل ناخوشنود ایجاد کرده‌اند». ارواح بالکان توسط ویراستاران نیویورک تایمز به عنوان یکی از بهترین کتاب‌های سال ۱۹۹۳ انتخاب شد.
ارواح بالکان مورد انتقاد شدید محققان بالکان قرار گرفت، در درجه اول به دلیل این تاکیدات که مردمان بالکان دارای استعداد ذاتی برای خشونت هستند. به عنوان مثال، وسنا گلدزورثی از عقیده او مبنی بر اینکه نازیسم منشأ بالکانی دارد، انتقاد می‌کند و خاطرنشان می‌کند که «هیچ کس فکرش را هم نمی‌کرد که بالکانی‌های بدبخت را برای پیروزی آهنگسازان اتریشی مقصر بدانند.» هنری آر. کوپر، در بررسی خود این اثر را «ترکیبی وحشتناک از تعمیم‌های بی‌اساس، اطلاعات نادرست، منابع قدیمی، تعصبات شخصی و بدنویسی» نامیده است. نوئل مالکوم نیز دیدگاهی مشابه داشت، و پس از تبادل نظر با کاپلان در نشریه نشنال اینترست اظهار داشت که «من فکر می‌کنم مشکل اساسی این است که آقای کاپلان نمی‌تواند بخواند."

## پذیرش
در سال ۲۰۱۲، کاپلان توسط مجله فارین پالیسی در فهرست برترین متفکران جهانی قرار گرفت.

## کتابشناسی

### کتاب‌ها
مشارکت در کتاب‌های دیگر